# Joseph Buron
Pour les articles homonymes, voir Buron (homonymie).
Joseph Buron (né le 18 juin 1943 à Nassogne et décédé le 21 septembre 2011) est un journaliste belge de radio et de télévision.

## Biographie
Après des études à Tournai, il a travaillé comme assistant-metteur en scène au Rideau de Bruxelles et pour Le Monde et France-Soir avant d'entrer à la RTBF (RTB à l'époque) en 1965 où il part enregistrer une demi-heure plus tard sa première interview qui est diffusée le lendemain dans "L'Actualité de Midi".
Il passe pendant un an à l'animation de l'émission « Plaisir du Théâtre » puis au sein d'une équipe dirigée par Jeanine Bodart, il participe au magazine culturel du dimanche après-midi : « Rendez-vous Dimanche », magazine remplacé l'année suivante par "Signe du Temps".
Il aboutit au journal télévisé en 1971 puis comme reporter pour « Neuf Millions Neuf » et « Transit ». 
A la même époque, il apparaît dans un téléfilm, en jouant son propre rôle, intitulé "Cour d'Assises - Les Cinq Coups de feu" du scénariste André-Pol Duchateau et réalisé par Michel Rochat.
En 1973, est diffusée en soirée une émission intitulée « Jeunes sans frontières ».
En 1976, il est nommé secrétaire de rédaction au Centre de Charleroi.    En 1978, il est rappelé à Bruxelles comme secrétaire de rédaction du J.T. qu'il présente en alternance avec André Urbain et Pierre Mathias et ce, jusqu'en 1983 année où il quitte le J.T. pour entreprendre la série sur la colonisation belge au Congo "Boula Matari".
En 1985, Il a créé une émission culturelle baptisée "Culture Club" diffusée sur Télé 2 (deuxième chaîne de la RTBF entre 1979 et 1988) mais qui hélas ne connut pas le succès escompté (heure de diffusion - concurrence directe des autres chaînes).  La même année, il succède à Jacques Bredael et André François à la présentation de "l'Ecran Témoin" en alternance avec Mamine Pirotte.
Il est parti à la retraite en 2004.   Il était l'époux de l'ancienne speakerine Micheline (cette dernière le fut de 1969 à 1992).